# M1 (Chemische Mine)
Die M1 ist eine US-amerikanische chemische Landmine. Sie wurde 1939 entwickelt und besteht im Prinzip aus einem metallenen 1-Gallonen-(4,5 Liter)-Benzinkanister, der mit Senfgas gefüllt ist. Zur Detonation wird der Kanister entweder mit Sprengschnur umwickelt und diese z. B. an einen Zünder angeschlossen oder ein normaler Minenzünder direkt an der Oberseite oder eine Sprengkapsel an der Seite des Kanisters angebracht. Der Kanister hat die Form eines aufrecht stehenden Quaders und ist von hellgrauer Farbe. Auf mittlerer Höhe sind zwei umlaufende breite Linien von blassgrüner Farbe aufgebracht. Oberhalb der Linien trägt der Kanister die Beschriftung HD-GAS. Die Farbe der Schrift entspricht der Farbe der umlaufenden Linien. Auf der Rückseite des Kanisters sind zwei längere Drahtstücke horizontal angelötet, um das Anbringen der Sprengschnur o. Ä. zu erleichtern. An der Oberseite des Kanisters gibt es einen Handgriff und in einer Ecke einen Schraubverschluss. Die Minen konnten sowohl oberirdisch eingesetzt als auch bis zu 100 Millimeter eingegraben werden. Der Zeitansatz zum manuellen Ausbringen der Minen beträgt 3–5 Minuten pro Mine. Beim Erstellen von Minensperren rechnet man mit einer M1-Mine pro 100 m². Beim Einsatz der Minen sollte ein Stabsoffizier für chemische Kriegsführung und / oder entsprechende Ingenieure hinzugezogen werden.